# Championnat d'Afrique des nations de football 2022
Navigation
Cameroun 2020 Kenya/Ouganda/Tanzanie 2024
Le Championnat d'Afrique des nations de football 2022 est une compétition de football qui se dispute en Algérie, organisée par la Confédération africaine de football (CAF). Il s'agit de la septième édition du Championnat d'Afrique des nations de football (CHAN) rassemblant 18 sélections composées de joueurs évoluant uniquement dans un club de leur pays.

## Désignation du pays organisateur
L'Algérie a été officiellement désignée comme hôte de l'édition 2022 le 29 septembre 2018 lors d'une réunion du comité exécutif tenue le 10 septembre 2020 à Charm el-Cheikh, en Égypte.

## Villes et stades
| Ville              | Nom du stade          | Capacité | État          | Coordonnées                 | Rencontres disputées | Rencontres disputées | Rencontres disputées | Rencontres disputées | Rencontres disputées | Rencontres disputées |
| Ville              | Nom du stade          | Capacité | État          | Coordonnées                 | Groupes              | 1/4                  | 1/2                  | la 3e place          | Finale               | Total                |
| ------------------ | --------------------- | -------- | ------------- | --------------------------- | -------------------- | -------------------- | -------------------- | -------------------- | -------------------- | -------------------- |
| Annaba             | Stade du 19-Mai-1956  | 56 000   | Rénové        | 36° 53′ 09″ N, 7° 43′ 59″ E | B                    | 1                    | 0                    | 0                    | 0                    | 7                    |
| Alger (Baraki)     | Stade Nelson-Mandela  | 40 784   | Nouveau stade | 36° 41′ 37″ N, 3° 07′ 19″ E | A                    | 1                    | 1                    | 0                    | 1                    | 9                    |
| Oran (Bir El Djir) | Stade Miloud-Hadefi   | 40 143   | Nouveau stade | 35° 43′ 42″ N, 0° 32′ 47″ O | E / D                | 1                    | 1                    | 1                    | 0                    | 9                    |
| Constantine        | Stade Chahid-Hamlaoui | 22 986   | Rénové        | 36° 20′ 57″ N, 6° 37′ 33″ E | C                    | 1                    | 0                    | 0                    | 0                    | 7                    |

| Stade Nelson-Mandela  | Stade Miloud-Hadefi  |
| Capacité: 40 784      | Capacité: 40 143     |
|                       |                      |
| Constantine           | Annaba               |
| Stade Chahid-Hamlaoui | Stade du 19-Mai-1956 |
| Capacité: 22 986      | Capacité: 58 100     |

## Slogan
L'Algérie a pris le fennec comme mascotte pour le tournoi et surnommé COBTAN. Le slogan de l'édition est CHAN fi bled Chène (CHAN au pays de gloire).

## Acteurs du CHAN

### Qualifiés d'office
| Pays                 | Date de désignation | Participation(s) au tournoi final | Meilleur résultat (en tournoi final uniquement) | Dernière participation (résultat obtenu) |
| -------------------- | ------------------- | --------------------------------- | ----------------------------------------------- | ---------------------------------------- |
| Algérie organisateur | 28 septembre 2018   | +1, 2011                          | Quatrième                                       | 2011 (Quatrième)                         |
| Maroc                | 26 mai 2022         | +4, 2014, 2016, 2018, 2020        | Vainqueur                                       | 2020 (Vainqueur)                         |
| Libye                | 26 mai 2022         | +4, 2009, 2014, 2018, 2020        | Vainqueur                                       | 2020 (Phase des groupes)                 |

### Qualifiés sur le terrain
| Pays          | Date de qualification | Participations au tournoi final  | Meilleur résultat (en tournoi final uniquement) | Dernière participation (résultat obtenu) |
| ------------- | --------------------- | -------------------------------- | ----------------------------------------------- | ---------------------------------------- |
| Sénégal       | 2 septembre 2022      | +2, 2009, 2011                   | Quatrième                                       | 2011 (Phase de poule)                    |
| Mauritanie    | 2 septembre 2022      | +2, 2014, 2018                   | Phase de groupes                                | 2018 (Phase de groupes)                  |
| Soudan        | 2 septembre 2022      | +2, 2011, 2018                   | Troisième                                       | 2018 (Troisième)                         |
| Madagascar    | 2 septembre 2022      | +0,                              | Première participation                          | /                                        |
| Mali          | 3 septembre 2022      | +4, 2011, 2014, 2016, 2020       | Finaliste                                       | 2020 (Deuxième)                          |
| Niger         | 3 septembre 2022      | +3, 2011, 2016, 2020             | Quarts de finale                                | 2011 (Quart de finale)                   |
| Ghana         | 3 septembre 2022      | +3, 2009, 2011, 2014             | Finaliste                                       | 2014 (Deuxième)                          |
| Éthiopie      | 3 septembre 2022      | +2, 2014, 2016                   | Phase de groupes                                | 2016 (Phase de groupes)                  |
| Ouganda       | 3 septembre 2022      | +5, 2011, 2014, 2016, 2018, 2020 | Phase de groupes                                | 2020 (Phase de groupes)                  |
| Côte d'Ivoire | 4 septembre 2022      | +4, 2009, 2011, 2016, 2018       | Troisième                                       | 2018 (Phase de groupes)                  |
| RD Congo      | 4 septembre 2022      | +5, 2009, 2011, 2014, 2016, 2020 | Vainqueur                                       | 2020 (Quarts de finale)                  |
| Congo         | 4 septembre 2022      | +3, 2014, 2018, 2020             | Quarts de finale                                | 2020 (Quarts de finale)                  |
| Cameroun      | 4 septembre 2022      | +4, 2011, 2016, 2018, 2020       | Quatrième                                       | 2020 (Quatrième)                         |
| Angola        | 4 septembre 2022      | +3, 2011, 2016, 2018             | Finaliste                                       | 2018 (Quarts de finale)                  |
| Mozambique    | 4 septembre 2022      | +1, 2014                         | Phase de groupes                                | 2014 (Phase de groupes)                  |

## Compétition

### Phase de groupes (1ertour)

#### Tirage au sort
PO : Pays organisateur

#### Répartition des équipes avant le tirage au sort
| Équipe    |
| --------- |
| AlgériePO |
| MarocT    |
| Mali      |
| Cameroun  |
| RD Congo  |

| Équipe  |
| ------- |
| Congo   |
| Libye   |
| Ouganda |
| Angola  |
| Soudan  |

| Équipe        |
| ------------- |
| Niger         |
| Côte d'Ivoire |
| Mauritanie    |
| Éthiopie      |
| Sénégal       |
| Ghana         |
| Mozambique    |
| Madagascar    |

#### Règlement
En cas d’égalité de points entre deux équipes ou plus, au terme des matches de groupe, les équipes sont départagées selon les critères successifs suivants :
- le plus grand nombre de points obtenus lors des rencontres entre les équipes en question ;
- la meilleure différence de buts lors des rencontres entre les équipes en question ;
- le plus grand nombre de buts marqués dans les matchs de groupe entre les équipes concernées ;
- la différence de buts sur l’ensemble des parties disputées dans le groupe ;
- le plus grand nombre de buts marqués sur l’ensemble des matches du groupe ;
- le classement fair-play ;
- un tirage au sort effectué par la CAF.

#### Groupe A
| Rang | Équipe     | Pts | J | G | N | P | Bp | Bc | Diff |
| ---- | ---------- | --- | - | - | - | - | -- | -- | ---- |
| 1    | Algérie    | 9   | 3 | 3 | 0 | 0 | 3  | 0  | +3   |
| 2    | Mozambique | 4   | 3 | 1 | 1 | 1 | 3  | 3  | 0    |
| 3    | Libye      | 3   | 3 | 1 | 0 | 2 | 5  | 5  | 0    |
| 4    | Éthiopie   | 1   | 3 | 0 | 1 | 2 | 1  | 4  | -3   |

     Équipe qualifiée
| 1re journée               | Algérie           | 1 - 0   | Libye | Stade Nelson-Mandela (Baraki)                 |                                               |
| 13 janvier 2023 19h (UTC) | Aymen Mahious 57e | (0 - 0) |       | Spectateurs : 40 000 Arbitrage : Abongile Tom | Spectateurs : 40 000 Arbitrage : Abongile Tom |

| 1re journée               | Éthiopie | 0 - 0   | Mozambique | Stade Nelson-Mandela (Baraki) |                               |
| 14 janvier 2023 14h (UTC) |          | (0 - 0) |            | Arbitrage : Vincentia Amédomé | Arbitrage : Vincentia Amédomé |

| 2e journée                | Mozambique                                                     | 3 - 2   | Libye                                               | Stade Nelson-Mandela (Baraki) |                             |
| 17 janvier 2023 17h (UTC) | Melque Alexandre 74e · Nené (en) 80e · Pachoio Lau Há King 84e | (0 - 1) | Francisco Muchanga (en) 23e (csc) · Anis Saltou 93e | Arbitrage : Samuel Uwikunda   | Arbitrage : Samuel Uwikunda |

| 2e journée                | Algérie           | 1 - 0   | Éthiopie | Stade Nelson-Mandela (Baraki)                          |                                                        |
| 17 janvier 2023 20h (UTC) | Aymen Mahious 52e | (0 - 0) |          | Spectateurs : 34 987 Arbitrage : Pierre Ghislain Atcho | Spectateurs : 34 987 Arbitrage : Pierre Ghislain Atcho |

| 3e journée                | Libye                                                         | 3 - 1   | Éthiopie                     | Stade du 19-Mai-1956               |                                    |
| 21 janvier 2023 20h (UTC) | Ali Abu Arqoub 44e · Abdulati Al-Abbasi 50e · Anis Saltou 78e | (1 - 1) | Gatoch Panom (en) 39e (pen.) | Arbitrage : Messie Jessie Nkounkou | Arbitrage : Messie Jessie Nkounkou |

| 3e journée                | Mozambique | 0 - 1   | Algérie          | Stade Nelson-Mandela (Baraki)                   |                                                 |
| 21 janvier 2023 20h (UTC) |            | (0 - 1) | Hocine Dehiri 7e | Spectateurs : 37 279 Arbitrage : Mahmood Ismail | Spectateurs : 37 279 Arbitrage : Mahmood Ismail |

#### Groupe B
| Rang | Équipe        | Pts | J | G | N | P | Bp | Bc | Diff |
| ---- | ------------- | --- | - | - | - | - | -- | -- | ---- |
| 1    | Sénégal       | 6   | 3 | 2 | 0 | 1 | 4  | 1  | +3   |
| 2    | Côte d'Ivoire | 4   | 3 | 1 | 1 | 1 | 3  | 1  | +2   |
| 3    | Ouganda       | 4   | 3 | 1 | 1 | 1 | 2  | 3  | -1   |
| 4    | RD Congo      | 2   | 3 | 0 | 2 | 1 | 0  | 3  | -3   |

     Équipe qualifiée
| 1re journée               | RD Congo | 0 - 0   | Ouganda | Stade du 19-Mai-1956        |                             |
| 14 janvier 2023 17h (UTC) |          | (0 - 0) |         | Arbitrage : Patrice Milazar | Arbitrage : Patrice Milazar |

| 1re journée               | Côte d'Ivoire | 0 - 1   | Sénégal           | Stade du 19-Mai-1956        |                             |
| 14 janvier 2023 20h (UTC) |               | (0 - 0) | Moussa Ndiaye 77e | Arbitrage : Lotfi Bekouassa | Arbitrage : Lotfi Bekouassa |

| 2e journée                | RD Congo | 0 - 0                     | Côte d'Ivoire | Stade du 19-Mai-1956        |                             |
| 18 janvier 2023 17h (UTC) |          | (0 - 0)                   |               | Arbitrage : Mohamed Hussein | Arbitrage : Mohamed Hussein |
| 18 janvier 2023 17h (UTC) |          | Mohamed Zoungara 41e, 87e |               | Arbitrage : Mohamed Hussein | Arbitrage : Mohamed Hussein |

| 2e journée                | Sénégal                    | 0 - 1   | Ouganda                | Stade du 19-Mai-1956     |                          |
| 18 janvier 2023 20h (UTC) |                            | (0 - 1) | Milton Karisa (en) 33e | Arbitrage : Méhrez Melki | Arbitrage : Méhrez Melki |
| 18 janvier 2023 20h (UTC) | Mame Libasse Laye Ngom 83e |         |                        | Arbitrage : Méhrez Melki | Arbitrage : Méhrez Melki |

| 3e journée                | Sénégal                                                             | 3 - 0             | RD Congo | Stade du 19-Mai-1956     |                          |
| 22 janvier 2023 20h (UTC) | Ousmane Diouf 23e · Pape Amadou Diallo 74e · Baggio Siadi 77e (csc) | (1 - 0)           |          | Arbitrage : Abongile Tom | Arbitrage : Abongile Tom |
| 22 janvier 2023 20h (UTC) |                                                                     | Kévin Mondeko 33e |          | Arbitrage : Abongile Tom | Arbitrage : Abongile Tom |

| 3e journée                | Ouganda                 | 1 - 3   | Côte d'Ivoire                                                                             | Stade Nelson-Mandela (Baraki) |                               |
| 22 janvier 2023 20h (UTC) | Moses Waiswa 34e (pen.) | (1 - 2) | Sankara William Karamoko 12e · Vignon Mathieu Patrick Ouotro 27e · Aubin Kramo Kouamé 78e | Arbitrage : Blaise Yuven Ngwa | Arbitrage : Blaise Yuven Ngwa |

#### Groupe C
| Rang | Équipe     | Pts | J | G | N | P | Bp | Bc | Diff |
| ---- | ---------- | --- | - | - | - | - | -- | -- | ---- |
| 1    | Madagascar | 9   | 3 | 3 | 0 | 0 | 8  | 1  | +7   |
| 2    | Ghana      | 6   | 3 | 2 | 0 | 1 | 7  | 3  | +4   |
| 3    | Soudan     | 3   | 3 | 1 | 0 | 2 | 4  | 6  | -2   |
| 4    | Maroc      | 0   | 3 | 0 | 0 | 3 | 0  | 9  | -9   |

     Équipe qualifiée
| 1re journée               | Maroc | 0 - 3 | Soudan | Stade Chahid-Hamlaoui |
| 15 janvier 2023 17h (UTC) |       |       |        |                       |

| 1re journée               | Madagascar                                                               | 2 - 1   | Ghana                 | Stade Chahid-Hamlaoui     |                           |
| 15 janvier 2023 20h (UTC) | Solomampionona Razafindranaivo 10e · Tokinantenaina Randriatsiferana 61e | (1 - 0) | 67e Augustin Agyapong | Arbitrage : Ibrahim Mutaz | Arbitrage : Ibrahim Mutaz |

| 2e journée                | Maroc | 0 - 3 | Madagascar | Stade Chahid-Hamlaoui |
| 19 janvier 2023 17h (UTC) |       |       |            |                       |

| 2e journée                | Ghana                                                        | 3 - 1   | Soudan             | Stade Chahid-Hamlaoui             |                                   |
| 19 janvier 2023 20h (UTC) | Konadu Yiadom 45+3e · Daniel Afriyie 64e · Seidu Suraj 90+8e | (1 - 1) | 31e Al-Jezoli Nouh | Arbitrage : Alhadi Allaou Mahamat | Arbitrage : Alhadi Allaou Mahamat |
| 19 janvier 2023 20h (UTC) | Daniel Afriyie 90+7e                                         |         |                    | Arbitrage : Alhadi Allaou Mahamat | Arbitrage : Alhadi Allaou Mahamat |

| 3e journée                | Soudan | 0 - 3   | Madagascar                                                                                             | Stade Chahid-Hamlaoui              |                                    |
| 23 janvier 2023 20h (UTC) |        | (0 - 3) | 13e Tokinantenaina Randriatsiferana · 30e Solomampionona Razafindranaivo · 33e Lalaina Rafanomezantsoa | Arbitrage : Ibrahim Kalilou Traoré | Arbitrage : Ibrahim Kalilou Traoré |

| 3e journée                | Ghana | 3 - 0 | Maroc | Stade Chahid-Hamlaoui |
| 23 janvier 2023 20h (UTC) |       |       |       |                       |

Sur fond de conflit diplomatique entre l'Algérie et le Maroc, l’espace aérien algérien est interdit aux compagnies aériennes marocaines depuis septembre 2021. La Fédération royale marocaine de football annonce avoir saisi la CAF pour réclamer l’ouverture de cet espace aérien depuis le Maroc vers l’Algérie pour se rendre à Constantine, lieu de séjour prévu pour la sélection marocaine, avec le transporteur officiel de la sélection, la Royal Air Maroc. Alors que d'autres sélections ont rallié le pays par le biais d'escales, l'Algérie réclamait, de son bord, que la sélection marocaine fasse de même, par exemple en Tunisie, avant de rallier Constantine ou vienne directement depuis le Maroc mais par une compagnie aérienne non marocaine. À la suite du refus des autorités algériennes de l’ouverture de son espace aérien aux avions marocains, la FRMF déclare dans un communiqué le 12 janvier 2023 que la sélection marocaine U23 n’était pas en mesure de faire le déplacement à Constantine et de défendre le double titre remporté par la sélection A'.

#### Groupe D
| Rang | Équipe     | Pts | J | G | N | P | Bp | Bc | Diff |
| ---- | ---------- | --- | - | - | - | - | -- | -- | ---- |
| 1    | Mauritanie | 4   | 2 | 1 | 1 | 0 | 1  | 0  | +1   |
| 2    | Angola     | 2   | 2 | 0 | 2 | 0 | 3  | 3  | 0    |
| 3    | Mali       | 1   | 2 | 0 | 1 | 1 | 3  | 4  | -1   |

     Équipe qualifiée
| 1re journée               | Mali                                             | 3 - 3   | Angola                      | Stade Miloud Hadefi     |                         |
| 16 janvier 2023 17h (UTC) | Hamidou Sinayoko 23e · Diaby 79e · Coulibaly 83e | (1 - 2) | 12e 26e Depú · 72e Gilberto | Arbitrage : Karim Sabry | Arbitrage : Karim Sabry |

| 2e journée                | Angola | 0 - 0   | Mauritanie | Stade Miloud Hadefi                   |                                       |
| 20 janvier 2023 17h (UTC) |        | (0 - 0) |            | Arbitrage : Djindo Louis Hougnandande | Arbitrage : Djindo Louis Hougnandande |

| 3e journée                | Mauritanie     | 1 - 0   | Mali | Stade Miloud Hadefi                          |                                              |
| 24 janvier 2023 17h (UTC) | Mamadou Sy 53e | (0 - 0) |      | Spectateurs : 4 389 Arbitrage : Mohamed Adel | Spectateurs : 4 389 Arbitrage : Mohamed Adel |

#### Groupe E
| Rang | Équipe   | Pts | J | G | N | P | Bp | Bc | Diff |
| ---- | -------- | --- | - | - | - | - | -- | -- | ---- |
| 1    | Niger    | 4   | 2 | 1 | 1 | 0 | 1  | 0  | +1   |
| 2    | Cameroun | 3   | 2 | 1 | 0 | 1 | 1  | 1  | 0    |
| 3    | Congo    | 1   | 2 | 0 | 1 | 1 | 0  | 1  | -1   |

     Équipe qualifiée
| 1re journée               | Cameroun                | 1 - 0   | Congo | Stade Miloud Hadefi        |                            |
| 16 janvier 2023 20h (UTC) | Jerome Ngom Mbekeli 63e | (0 - 0) |       | Arbitrage : Abdelaziz Bouh | Arbitrage : Abdelaziz Bouh |

| 2e journée                | Congo | 0 - 0   | Niger | Stade Miloud Hadefi      |                          |
| 20 janvier 2023 20h (UTC) |       | (0 - 0) |       | Arbitrage : Daouda Gueye | Arbitrage : Daouda Gueye |

| 3e journée                | Niger         | 1 - 0   | Cameroun | Stade Miloud Hadefi               |                                   |
| 24 janvier 2023 20h (UTC) | Badamassi 69e | (0 - 0) |          | Arbitrage : Celso Armindo Alvação | Arbitrage : Celso Armindo Alvação |

### Équipe type pour la phase de groupes
Le Groupe d'étude technique de la CAF annonce l’équipe type de la phase de groupes du CHAN TotalEnergies Algérie 2022.
| Gardiens        | Défenseurs                                              | Milieux                                           | Attaquants                                     |
| --------------- | ------------------------------------------------------- | ------------------------------------------------- | ---------------------------------------------- |
| Alexis Guendouz | Cheikh Sidibé Chouaïb Keddad Ismael Souley Eddie Afonso | Houssem Mrezigue S. Razafindranaivo Lamine Camara | Jonathan Ikangalombo Sankara Karamoko Gilberto |

| Meilleur Entraîneur  | Meilleur Gardien | Meilleur Jeune | Meilleur Joueur    | le prix du fair-play |
| -------------------- | ---------------- | -------------- | ------------------ | -------------------- |
| Romuald Rakotondrabe | Alexis Guendouz  | Lamine Camara  | S. Razafindranaivo | Sénégal              |

### Phase à élimination directe
|  | Quarts de finale                            | Quarts de finale                      | Quarts de finale                      | Quarts de finale                      |            |            | Demi-finales                         | Demi-finales                         | Demi-finales                         | Demi-finales                         |                                     |                                     | Finale                               | Finale                               | Finale                               | Finale                               |
|  |                                             |                                       |                                       |                                       |            |            |                                      |                                      |                                      |                                      |                                     |                                     |                                      |                                      |                                      |                                      |
|  | 27 janvier 2023 à Alger - 17h00 (UTC)       | 27 janvier 2023 à Alger - 17h00 (UTC) | 27 janvier 2023 à Alger - 17h00 (UTC) | 27 janvier 2023 à Alger - 17h00 (UTC) |            |            | 31 janvier 2023 à Oran - 17h00 (UTC) | 31 janvier 2023 à Oran - 17h00 (UTC) | 31 janvier 2023 à Oran - 17h00 (UTC) | 31 janvier 2023 à Oran - 17h00 (UTC) |                                     |                                     | 4 février 2023 à Alger - 20h30 (UTC) | 4 février 2023 à Alger - 20h30 (UTC) | 4 février 2023 à Alger - 20h30 (UTC) | 4 février 2023 à Alger - 20h30 (UTC) |
|  | 27 janvier 2023 à Alger - 17h00 (UTC)       | 27 janvier 2023 à Alger - 17h00 (UTC) | 27 janvier 2023 à Alger - 17h00 (UTC) | 27 janvier 2023 à Alger - 17h00 (UTC) |            |            | 31 janvier 2023 à Oran - 17h00 (UTC) | 31 janvier 2023 à Oran - 17h00 (UTC) | 31 janvier 2023 à Oran - 17h00 (UTC) | 31 janvier 2023 à Oran - 17h00 (UTC) |                                     |                                     | 4 février 2023 à Alger - 20h30 (UTC) | 4 février 2023 à Alger - 20h30 (UTC) | 4 février 2023 à Alger - 20h30 (UTC) | 4 février 2023 à Alger - 20h30 (UTC) |
|  | 1er A                                       | Algérie                               | 1                                     | 1                                     |            |            | 31 janvier 2023 à Oran - 17h00 (UTC) | 31 janvier 2023 à Oran - 17h00 (UTC) | 31 janvier 2023 à Oran - 17h00 (UTC) | 31 janvier 2023 à Oran - 17h00 (UTC) |                                     |                                     | 4 février 2023 à Alger - 20h30 (UTC) | 4 février 2023 à Alger - 20h30 (UTC) | 4 février 2023 à Alger - 20h30 (UTC) | 4 février 2023 à Alger - 20h30 (UTC) |
|  | 1er A                                       | Algérie                               | 1                                     | 1                                     |            |            | 31 janvier 2023 à Oran - 17h00 (UTC) | 31 janvier 2023 à Oran - 17h00 (UTC) | 31 janvier 2023 à Oran - 17h00 (UTC) | 31 janvier 2023 à Oran - 17h00 (UTC) |                                     |                                     | 4 février 2023 à Alger - 20h30 (UTC) | 4 février 2023 à Alger - 20h30 (UTC) | 4 février 2023 à Alger - 20h30 (UTC) | 4 février 2023 à Alger - 20h30 (UTC) |
|  | 2e B                                        | Côte d'Ivoire                         | 0                                     | 0                                     |            |            | 31 janvier 2023 à Oran - 17h00 (UTC) | 31 janvier 2023 à Oran - 17h00 (UTC) | 31 janvier 2023 à Oran - 17h00 (UTC) | 31 janvier 2023 à Oran - 17h00 (UTC) |                                     |                                     | 4 février 2023 à Alger - 20h30 (UTC) | 4 février 2023 à Alger - 20h30 (UTC) | 4 février 2023 à Alger - 20h30 (UTC) | 4 février 2023 à Alger - 20h30 (UTC) |
|  | 2e B                                        | Côte d'Ivoire                         | 0                                     | 0                                     | Algérie    | Algérie    | 5                                    | 5                                    |                                      |                                      |                                     |                                     | 4 février 2023 à Alger - 20h30 (UTC) | 4 février 2023 à Alger - 20h30 (UTC) | 4 février 2023 à Alger - 20h30 (UTC) | 4 février 2023 à Alger - 20h30 (UTC) |
|  | 28 janvier 2023 à Oran - 20h00 (UTC)        |                                       |                                       |                                       | Algérie    | Algérie    | 5                                    | 5                                    |                                      |                                      |                                     |                                     | 4 février 2023 à Alger - 20h30 (UTC) | 4 février 2023 à Alger - 20h30 (UTC) | 4 février 2023 à Alger - 20h30 (UTC) | 4 février 2023 à Alger - 20h30 (UTC) |
|  |                                             |                                       | Niger                                 | Niger                                 | 0          | 0          |                                      |                                      |                                      |                                      |                                     |                                     | 4 février 2023 à Alger - 20h30 (UTC) | 4 février 2023 à Alger - 20h30 (UTC) | 4 février 2023 à Alger - 20h30 (UTC) | 4 février 2023 à Alger - 20h30 (UTC) |
|  | 1er E                                       | Niger                                 | Niger                                 | Niger                                 | 0          | 0          | 2                                    | 2                                    |                                      |                                      |                                     |                                     | 4 février 2023 à Alger - 20h30 (UTC) | 4 février 2023 à Alger - 20h30 (UTC) | 4 février 2023 à Alger - 20h30 (UTC) | 4 février 2023 à Alger - 20h30 (UTC) |
|  | 1er E                                       | Niger                                 | 31 janvier 2023 à Alger - 20h00 (UTC) |                                       |            |            | 2                                    | 2                                    |                                      |                                      |                                     |                                     | 4 février 2023 à Alger - 20h30 (UTC) | 4 février 2023 à Alger - 20h30 (UTC) | 4 février 2023 à Alger - 20h30 (UTC) | 4 février 2023 à Alger - 20h30 (UTC) |
|  | 2e C                                        | Ghana                                 | 0                                     | 0                                     |            |            |                                      |                                      |                                      |                                      |                                     |                                     | 4 février 2023 à Alger - 20h30 (UTC) | 4 février 2023 à Alger - 20h30 (UTC) | 4 février 2023 à Alger - 20h30 (UTC) | 4 février 2023 à Alger - 20h30 (UTC) |
|  | 2e C                                        | Ghana                                 | 0                                     | 0                                     | Algérie    | Algérie    | 0 (4)                                | 0 (4)                                |                                      |                                      |                                     |                                     |                                      |                                      |                                      |                                      |
|  | 27 janvier 2023 à Annaba - 20h00 (UTC)      |                                       |                                       |                                       | Algérie    | Algérie    | 0 (4)                                | 0 (4)                                |                                      |                                      |                                     |                                     |                                      |                                      |                                      |                                      |
|  |                                             |                                       | Sénégal                               | Sénégal                               | 0 (5)      | 0 (5)      |                                      |                                      |                                      |                                      |                                     |                                     |                                      |                                      |                                      |                                      |
|  | 1er B                                       | Sénégal                               | Sénégal                               | Sénégal                               | 0 (5)      | 0 (5)      | 1                                    | 1                                    |                                      |                                      |                                     |                                     |                                      |                                      |                                      |                                      |
|  | 1er B                                       | Sénégal                               |                                       |                                       |            |            |                                      |                                      |                                      |                                      |                                     |                                     |                                      |                                      |                                      |                                      |
|  | 1re D                                       | Mauritanie                            | 0                                     | 0                                     |            |            |                                      |                                      |                                      |                                      |                                     |                                     |                                      |                                      |                                      |                                      |
|  | 1re D                                       | Mauritanie                            | 0                                     | 0                                     | Sénégal    | Sénégal    | 1                                    | 1                                    | Match pour la troisième place        | Match pour la troisième place        | Match pour la troisième place       | Match pour la troisième place       |                                      |                                      |                                      |                                      |
|  | 28 janvier 2023 à Constantine - 17h00 (UTC) |                                       |                                       |                                       | Sénégal    | Sénégal    | 1                                    | 1                                    | Match pour la troisième place        | Match pour la troisième place        | Match pour la troisième place       | Match pour la troisième place       |                                      |                                      |                                      |                                      |
|  |                                             |                                       | Madagascar                            | Madagascar                            | 0          | 0          |                                      |                                      | 3 février 2023 à Oran - 20h00 (UTC)  | 3 février 2023 à Oran - 20h00 (UTC)  | 3 février 2023 à Oran - 20h00 (UTC) | 3 février 2023 à Oran - 20h00 (UTC) |                                      |                                      |                                      |                                      |
|  | 1erC                                        | Madagascar                            | Madagascar                            | Madagascar                            | 0          | 0          | 3                                    | 3                                    | 3 février 2023 à Oran - 20h00 (UTC)  | 3 février 2023 à Oran - 20h00 (UTC)  | 3 février 2023 à Oran - 20h00 (UTC) | 3 février 2023 à Oran - 20h00 (UTC) |                                      |                                      |                                      |                                      |
|  | 1erC                                        | Madagascar                            |                                       |                                       |            |            |                                      | 3                                    |                                      |                                      | Niger                               | Niger                               | 0                                    | 0                                    |                                      |                                      |
|  | 2e A                                        | Mozambique                            | 1                                     | 1                                     |            |            |                                      |                                      |                                      |                                      | Niger                               | Niger                               | 0                                    | 0                                    |                                      |                                      |
|  | 2e A                                        | Mozambique                            | 1                                     | 1                                     | Madagascar | Madagascar | 1                                    | 1                                    |                                      |                                      |                                     |                                     |                                      |                                      |                                      |                                      |
|  |                                             |                                       |                                       |                                       |            |            |                                      |                                      |                                      |                                      |                                     |                                     |                                      |                                      |                                      |                                      |

#### Quarts de finale
| 27 janvier 2023 | Algérie                    | 1 - 0   | Côte d'Ivoire         | Stade Nelson-Mandela (Baraki)                   |                                                 |
| 17h00 (UTC)     | Aymen Mahious 90+6e (pen.) | (0 - 0) |                       | Spectateurs : 37 853 Arbitrage : Abdelaziz Bouh | Spectateurs : 37 853 Arbitrage : Abdelaziz Bouh |
| 17h00 (UTC)     | Alexis Guendouz 20e        |         | Kouassi Attohoula 34e | Spectateurs : 37 853 Arbitrage : Abdelaziz Bouh | Spectateurs : 37 853 Arbitrage : Abdelaziz Bouh |

| 27 janvier 2023 | Sénégal                  | 1 - 0   | Mauritanie | Stade du 19-Mai-1956       |                            |
| 20 h 00 (UTC)   | Lamine Camara 34e (pen.) | (1 - 0) |            | Arbitrage : Lotfi Bekoussa | Arbitrage : Lotfi Bekoussa |

| 28 janvier 2023 | Madagascar                                                              | 3 - 1   | Mozambique        | Stade Chahid-Hamlaoui             |                                   |
| 17 h 00 (UTC)   | S. Razafindranaivo 18e · J. Razafindrakoto 67e · M. Ravelomanantsoa 87e | (1 - 0) | I. Carvalho 90+4e | Arbitrage : Pierre Ghislain Atcho | Arbitrage : Pierre Ghislain Atcho |

| 28 janvier 2023 | Niger                                      | 2 - 0   | Ghana | Stade Miloud Hadefi         |                             |
| 20 h 00 (UTC)   | Imarana Seyni 11e · Boubacar Hainikoye 49e | (1 - 0) |       | Arbitrage : Samuel Uwikunda | Arbitrage : Samuel Uwikunda |

#### Demi-finales
| 31 janvier 2023 | Algérie                                                                                 | 5 - 0   | Niger | Stade Miloud Hadefi                           |                                               |
| 17 h 00 (UTC)   | Ayoub Abdellaoui 15e · Aymen Mahious 23e 34e · Katakoré 45e (csc) · Sofiane Bayazid 83e | (4 - 0) |       | Spectateurs : 39 000 Arbitrage : Abongile Tom | Spectateurs : 39 000 Arbitrage : Abongile Tom |

| 31 janvier 2023 | Sénégal               | 1 - 0   | Madagascar | Stade Nelson-Mandela (Baraki)     |                                   |
| 20 h 00 (UTC)   | Pape Amadou Diallo 5e | (1 - 0) |            | Arbitrage : Alhadi Allaou Mahamat | Arbitrage : Alhadi Allaou Mahamat |

#### Match pour la troisième place
| 3 février 2023 | Niger | 0 - 1   | Madagascar                   | Stade Miloud Hadefi         |                             |
| 20 h 00 (UTC)  |       | (0 - 0) | 90e Jean Yves Razafindrakoto | Arbitrage : Mohamed Hussein | Arbitrage : Mohamed Hussein |

#### Finale
| 4 février 2023 | Algérie                                                                                            | 0 – 0                 | Sénégal                                                                                         | Stade Nelson-Mandela (Baraki)                    |                                                  |
| 20 h 30 (UTC)  | | (0 – 0, 0 – 0, 0 – 0) |                                                                                                 | Spectateurs : 39 120 Arbitrage : Pierre Ghislain | Spectateurs : 39 120 Arbitrage : Pierre Ghislain |
| 20 h 30 (UTC)  | Akram Djahnit · Zakaria Draoui · Sofiane Bayazid · Youcef Laouafi · Aymen Mahious · Ahmed Kendouci | Tirs au but 4 – 5     | El Hadji Baldé · Moussa Ndiaye · Moussa Kanté · Cheikhou Ndiaye · Lamine Camara · Ousmane Diouf | Spectateurs : 39 120 Arbitrage : Pierre Ghislain | Spectateurs : 39 120 Arbitrage : Pierre Ghislain |

## Statistiques et récompenses

### Hommes du match
Hommes du match de la finale :

Lamine Camara (Senegal)

## Récompenses
| Prix              | Lauréat                |
| ----------------- | ---------------------- |
| Meilleur joueur   | Houssem Mrezigue       |
| Meilleur buteur   | Aymen Mahious (5 buts) |
| Meilleur gardien  | Pape Mamadou Sy        |
| Prix du fair-play | Sénégal                |

| Entraîneur      | Pape Thiaw                                                 |                                                    |                                                     |
| Gardiens        | Défenseurs                                                 | Milieux                                            | Attaquants                                          |
| Pape Mamadou Sy | Cheikh Sidibé Chouaïb Keddad Ayoub Abdellaoui Mamadou Sané | Houssem Mrezigue A. Andrianarimanana Lamine Camara | Pape Amadou Diallo Aymen Mahious S. Razafindranaivo |

### Classement des buteurs
5 buts
- Aymen Mahious

3 buts
- Koloina Razafindranaivo

2 buts
- Papa Diallo
- Depú
- Anis Saltou
- Tsiry Randriatsiferana

### Classement des passeurs
2 passe
- Melque

1 passe
- S. Adomako
- A. Andrianarimanana
- Depú
- E. Cissé
- Ousmane Coulibaly
- Augusto Carneiro
- Nélson Divrassone
- Ramses Nguimzeu
- Z. Draoui